# Beaverdam Lake-Salisbury Mills
Beaverdam Lake-Salisbury Mills fue un lugar designado por el censo ubicado en el condado de Orange en el estado estadounidense de Nueva York. En el año 2000 tenía una población de 2,779 habitantes y una densidad poblacional de 455 personas por km². Beaverdam Lake-Salisbury Mills se encontraba ubicado dentro de los pueblos de Blooming Grove, Cornwall y New Windsor. Después del censo de 2000, el área se contó como dos CDP separados: Beaver Dam Lake en las ciudades de Blooming Grove y New Windsor y Salisbury Mills  en las ciudades de Blooming Grove y Cornwall.

## Geografía
Beaverdam Lake-Salisbury Mills se encuentra ubicada en las coordenadas 41°26′11″N 74°6′41″O / 41.43639, -74.11139. Según la Oficina del Censo, la ciudad tiene un área total de 7 km² (2,7 mi²), de la cual 6 km² (2,3 mi²) es tierra y 1 km² (0,4 mi²) (9.92%) es agua.

## Demografía
Según la Oficina del Censo en 2000 los ingresos medios por hogar en la localidad eran de $63,250, y los ingresos medios por familia eran $71,771. Los hombres tenían unos ingresos medios de $55,288 frente a los $36,603 para las mujeres. La renta per cápita para la localidad era de $26,948. Alrededor del 1.4% de la población estaban por debajo del umbral de pobreza.